# GPS-Matrix

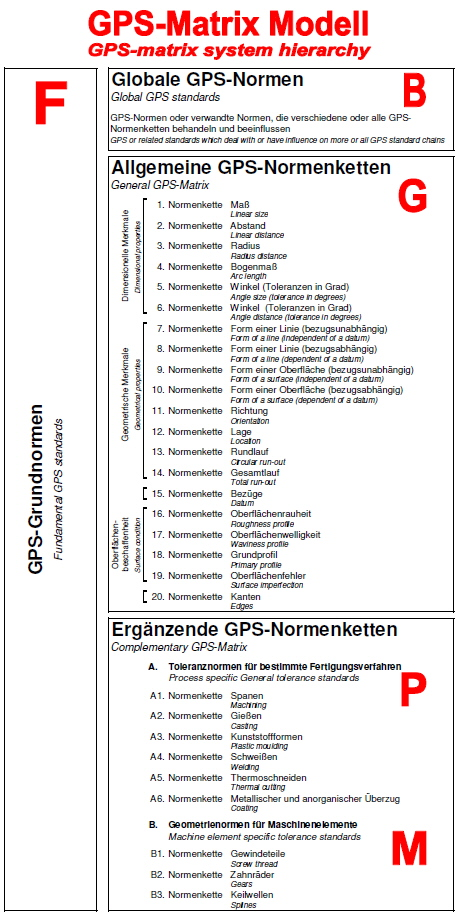
GPS-Matrix

Die GPS-Matrix basiert auf der Norm ISO 14638:2015-01 Geometrische Produktspezifikation (GPS) - Matrix-Modell. Die GPS-Normen werden im GPS-Matrix-Modell dargestellt und mit den wichtigen Informationen im Anhang der Norm aufgeführt.

## Einteilung
Die Matrix ist in verschiedene Bereiche eingeteilt:
Die Grundnormen enthalten bspw. Grundregeln wie das Unabhängigkeitsprinzip (ISO 8015), Grundregeln und Verfahren für die GPS-Bemaßung (ISO 1101, ISO 286-1). Diese Grundnormen sind allen weiteren Normen übergeordnet.
Des Weiteren gibt es Globale GPS-Normen. Diese umfassen oder beeinflussen einige oder alle Normenketten. Typisches Beispiel ist ISO 1 „Festlegung der Referenztemperatur“.
Die Allgemeinen GPS-Normen bilden eine Matrix aus 20 (oder 18) geometrischen Merkmalen und den zugehörigen Normenketten.
Eine Normenkette besteht aus sieben Kettengliedern (durchnummeriert von A bis G) und wird als „allgemeine GPS-Normenkette“ für die geometrischen und technologischen Eigenschaften entwickelt.
Die ergänzenden GPS-Normenketten enthalten z. B. die Toleranznormen einiger wichtiger Fertigungsverfahren (derzeit A1 bis A7), die bekannteste dürfte hier ISO 2768 „Allgemeintoleranzen“ für spanende Fertigungsverfahren sein. Ein weiterer Teil deckt den Bereich der Geometrienormen für bestimmte Maschinenelemente (derzeit B1 bis B3) ab.

## Die GPS-Kettenglieder
(Quelle:)

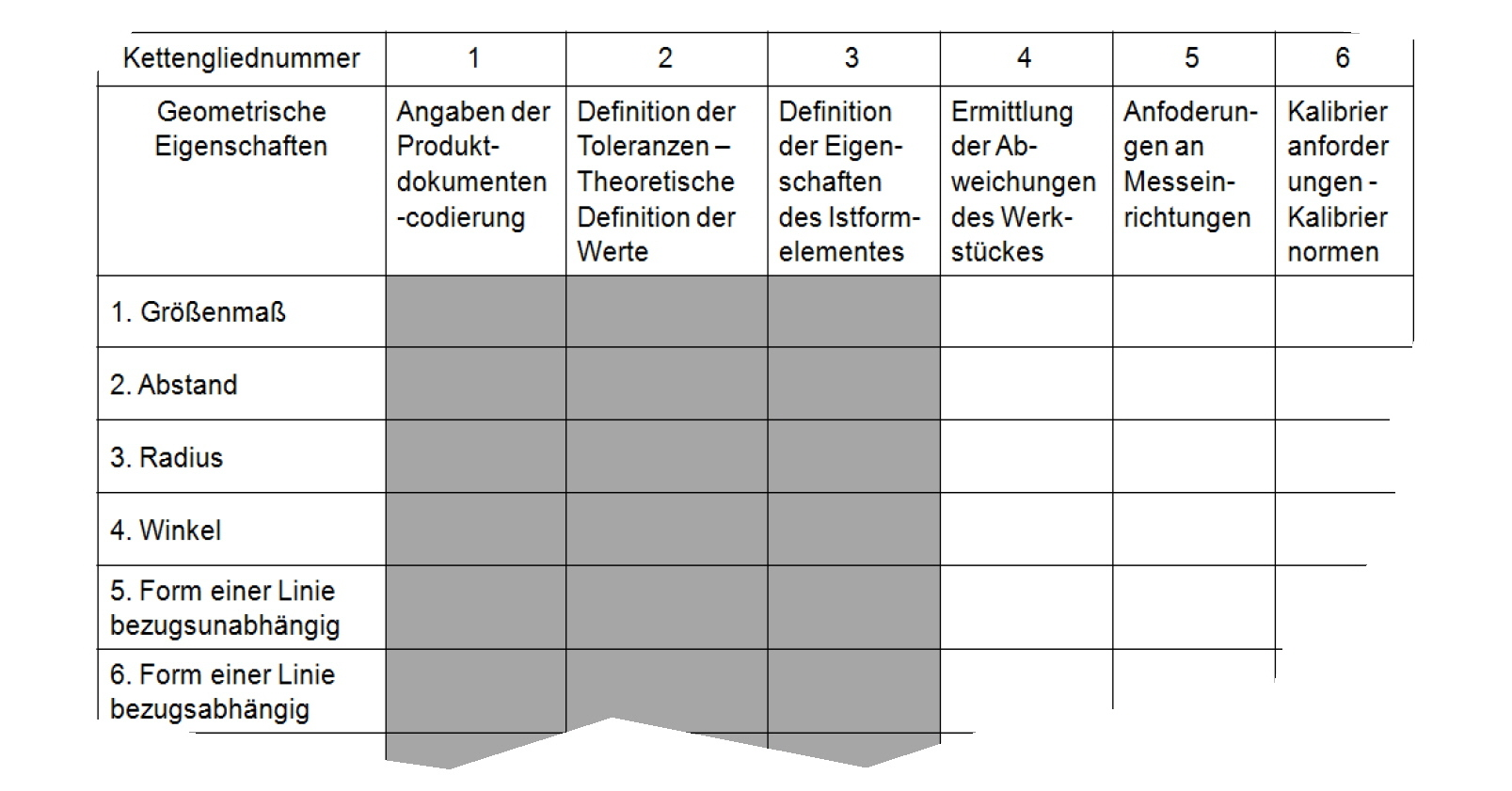
GPS-Kettenglieder

- A: Symbole und Angaben (früher Kettenglied 1):  enthält die Normengruppe, welche die Zeichnungseintragung von Werkstückeigenschaften regelt.
- B: Toleranzzonen und Parameter (früher Kettenglied 2) enthält die Normengruppe, welche die Tolerierung von Werkstückeigenschaften regelt.
- C: Merkmale von Geometrieelementen (früher Kettenglied 3) enthält die Normengruppe, welche sich mit der Definition des IST-Geometrieelements (reale Werkstückeigenschaft) befasst.
- D: Vergleich und Übereinstimmung (Neu): enthält die Normengruppe, welche sich mit der Ermittlung der Abweichungen und dem Vergleich mit den Toleranzgrenzen befasst.
- E: Messung (früher Kettenglied 4): enthält die Normengruppe, welche die Anforderungen an die Messeinrichtungen festlegt.
- F: Messgerät (früher Kettenglied 5)
- G: Kalibrierung (früher Kettenglied 6): enthält die Normengruppe, welche die Kalibrierungsanforderungen und die Kalibrierung festlegt. Für die Messbarkeit geometrischer Eigenschaften einschließlich der Rückführbarkeit und der Angabe von Messunsicherheiten ist die von besonderer Bedeutung.